# Melinda Dillon
Melinda Rose Dillon (ur. 13 października 1939 w Hope w stanie Arkansas, zm. 9 stycznia 2023 w Los Angeles) – amerykańska aktorka nominowana dwukrotnie do Oscara za drugoplanowe role w filmach: Bliskie spotkania trzeciego stopnia (1977; reż. Steven Spielberg) oraz Bez złych intencji (1981; reż. Sydney Pollack).

## Filmografia
- Kwietniowe szaleństwa (1969) jako Leslie Hopkins
- By nie pełzać na kolanach (1976) jako Mary
- Bliskie spotkania trzeciego stopnia (1977) jako Jillian Guiler
- Bez złych intencji (1981) jako Teresa Perrone
- Prezent pod choinkę (1983) jako pani Parker
- Tekściarz (1984) jako Honey Carder
- Zranione dusze (1986) jako Joyce
- Harry i Hendersonowie (1987) jako Nancy Henderson
- Samozapłon (1990) jako Nina
- Kapitan Ameryka (1990) jako pani Rogers
- Książę przypływów (1991) jako Savannah Wingo
- Skrawki życia (1995) jako matka Sophii
- Ślicznotki (1995) jako Merna
- Magnolia (1999) jako Rose Gator
- Ogniste rodeo (2001) jako Rose Braxton
- Malowany dom (2003) jako Gran Chandler
- Adam i Steve (2005) jako Dottie
- Zabić wspomnienia (2007) jako Ginger